# Hilda Leonor Pineda de Molins
Hilda Leonor Pineda de Molins (también Ilda; 1909-desconocido) fue una política argentina, miembro del Partido Peronista Femenino (PPF), que se desempeñó como senadora nacional por la provincia de Buenos Aires entre 1952 y 1955. Formó parte del primer grupo de senadoras que ingresó al Congreso de la Nación Argentina, con la aplicación de la Ley 13.010 de sufragio femenino. También fue la primera vicepresidenta segunda y vicepresidenta primera de la cámara alta.

## Carrera política
En las elecciones de 1951 fue elegida senadora nacional por la provincia de Buenos Aires, asumiendo en abril de 1952. Entre 1954 y 1955 fue vicepresidenta segunda del Senado de la Nación, y en 1955 vicepresidenta primera, siendo la primera mujer en ocupar dichos cargos. En agosto de 1954 presidió una sesión del Senado. También integró la comisión de Comercio y la comisión parlamentaria mixta Revisora de Cuentas de la Administración, la cual presidió.
En 1953 Delia Parodi la designó secretaria general del Consejo Superior del Partido Peronista Femenino.
No pudo terminar su mandato en el Senado, que se extendía hasta 1958, por el golpe de Estado de septiembre de 1955.
En 1963, Juan Domingo Perón desde el exilio, la incluyó como representante de la «rama femenina» del Movimiento Justicialista en la Comisión Interventora (también denominada «Cuadrunvirato») que reestructuraría el Partido Peronista.